# ジョージ・マロリー
ジョージ・ハーバート・リー＝マロリー（George Herbert Leigh-Mallory、1886年6月18日 - 1924年6月8日もしくは9日）は、イギリスの登山家。
1920年代にイギリスが国威発揚をかけた3度のエベレスト遠征隊に参加。1924年6月の第3次遠征において、マロリーはパートナーのアンドリュー・アーヴィンと共に頂上を目指したが、北壁の上部、頂上付近で行方不明となった。その最期は長年にわたって謎に包まれていたが、75年後の1999年5月1日、国際探索隊によって遺体が発見された。しかし、マロリーがエベレスト登頂を果たしたか否かは判明せず、未だに論議を呼んでいる。
「なぜ、あなたはエベレストに登りたかったのか？」と問われて「そこにエベレストがあるから（Because it's there.）」と答えたという逸話は有名であるが、日本語では、しばしば「そこに山があるから」と意訳されて流布している（後述「そこにエベレストがあるから」）。

## 経歴

### 生い立ち
ジョージ・マロリーは、チェシャーのモバリ（Mobberley ）で牧師ハーバート・リー・マロリー（Herbert Leigh Mallory 、1856年 - 1943年）の第2子として生まれた。姉と妹、弟にイギリス空軍大将トラフォード・リー＝マロリーがいた。
1896年、ウェスト・キルビー（West Kirby ）の寄宿学校からドーバー海峡沿岸のイーストボーンにある寄宿学校グレンゴース（Glengorse ）に転校した。13才の時、ウィンチェスター・カレッジの数学奨学生に選ばれた。ここでマロリーは師であるロバート・ロック・グレアム・アーヴィング（Robert Lock Graham Irving ）の影響で登山を始めることになる。
1904年、アーヴィング率いるパーティーにマロリーは学友と共に加わり、アルプスのモン・ヴェラン（Mont Vélan ）の山頂を目指したが、登頂寸前にマロリーが高山病にかかって断念した。クレア・エンゲルによれば「アーヴィングが17歳のジョージ・マロリーを山にいざなった。マロリーたちは簡単な山から難しい山までさまざまな山に挑んだ。彼らが初めて挑んだモン・ヴェランでは学生たちが高山病にかかったために登頂できなかったが、さまざまな登山の経験を通して学生たちは優秀なクライマーに育っていった」という。

### ケンブリッジ入学
1905年10月、マロリーは歴史学を学ぶべくケンブリッジ大学のモードリン・カレッジに入り、そこでジェームズ・ストレイチー（James Strachey ）、リットン・ストレイチー、ジョン・メイナード・ケインズ、ダンカン・グラント（Duncan Grant ）らのいわゆるブルームズベリー・グループと親交を深めた。マロリーはケンブリッジ大学在学中にボート漕手として知られたが、8人乗りボートのオックスフォード大学との対抗戦には出場していない。
学位取得後もマロリーは1年間ケンブリッジに残り、小論『伝記作家ボズウェル』（Boswell the Biographer ）を執筆した。その後、しばらくフランスに滞在したが、同地でサイモン・バッシー（Simon Bussy ）がマロリーの肖像画を描いた。この絵はロンドンのナショナル・ポートレート・ギャラリーに収められている。教師を志してイギリスに戻ったマロリーは1910年にサリー州ゴダルミング（Godalming ）にあるチャーターハウス校で教鞭を執った。この時の生徒の中に、後に詩人になるロバート・グレーブス（Robert Graves ）がおり、1918年のグレーブスの結婚式ではマロリーが付き添い人を務めている。
この間に登山の腕も磨き、1911年にはモンブランに挑み、モン・モディ（Mont Maudit ）の前壁を征服している。1913年までにマロリーはイギリスの湖水地方にあるピラー・ロック（Pillar Rock ）の登頂に成功した。このときマロリーが登ったコースは現在「マロリー・ルート」と呼ばれ、登山難易度は5a（アメリカ式では5.9）と評価されており、イギリスの山では最も難しいコースの1つである。

### 結婚
チャーターハウス校在任中の1914年、マロリーはある野外劇に参加し、そこでルース・ターナーという22歳の女性と出会い、二人は結婚した。ルースの父タッカレイ・ターナーは著名な建築家であり、資産家であった。二人の間には1915年に長女クレア、1917年に次女ベリッジ、1920年に長男ジョンの3人が生まれた。第一次世界大戦の勃発に伴い、1915年12月王立砲兵連隊（Royal Garrison Artillery ）に入隊し、ソンムの戦いに従軍した。戦争が終わると、マロリーはチャーターハウス校に戻ったが、1921年にエベレスト遠征隊に参加するため、学校を離れた。離職後著述と講義によって生計を立てようと考えたが、あまりうまく行かなかった。結局、1923年ケンブリッジ大学の校外公開講座局（Extramural Studies Department ）に職を得た。

## エベレストへの挑戦

### 第1次遠征隊（1921年）
1852年、インド測量局によって「P-15」と呼ばれていた山が世界最高峰であることが明らかになると、測量局は前長官ジョージ・エベレストにちなんで同山を「エベレスト山」と名付けた。1893年に、東アジアで軍人として活躍したフランシス・ヤングハズバンドとグルカ連隊の勇将チャールズ・グランヴィル・ブルース准将（en:Charles Granville Bruce ）がエベレスト登頂について話し合ったのが最初であると言われる。1907年には英国山岳会の創立50周年記念行事としてエベレスト遠征隊の派遣が提案された。この時代、北極点到達（1909年）および南極点制覇（1911年）の競争で敗れていたイギリスは帝国の栄誉を「第3の極地」エベレストの征服にかけようとしていた。第一次世界大戦の勃発によって計画は先送りになるが、戦争の終結と共に英国山岳会と王立地理学会がエベレスト委員会を組織し、ヤングハズバンドが委員長となって、ここにエベレスト遠征が具体化し始めた。
1921年、マロリーはエベレスト委員会によって組織された第1次エベレスト遠征隊に招聘された。隊長にはグルカ連隊で長年勤務し、地理に明るく、地元民の信頼も厚いチャールズ・グランヴィル・ブルース准将がふさわしいと思われたが、軍務のため断念し、代わってチャールズ・ハワード＝ベリ（Charles Howard-Bury ）中佐が選ばれた。隊員としてカシミール地方に詳しく高度と人体の影響に関しての専門家であったアレグザンダー・ミッチェル・ケラス博士、ハロルド・レイバーン、そして気鋭の若手としてマロリーとジョージ・イングル・フィンチが選ばれた。フィンチは後に健康状態を理由に降板し、代わりにマロリーのウィンチェスター校以来の友人で領事だったガイ・ブロック（Guy Bullock ）が選ばれた。
この第1次遠征隊の目的はあくまで本格的な登頂のための準備偵察であったため、一行はエベレストのノース・コル（North Col 、チャン・ラとも呼ばれる、標高7,020m）に至るルートを確認し、初めてエベレスト周辺の詳細な地図を作成した。遠征隊にはイギリス山岳会の主要なメンバーやインド測量局から派遣された測量官が参加していたが、高山病の影響によって登山は思うように進まなかった。また、6月5日にケラス博士を失うという悲劇にも見舞われた。マロリーはガイ・ブロック、インド測量局のE・O・ウィーラー（E. O. Wheeler ）らとともにシェルパの力を借りてエベレスト周辺の調査を行った。ノース・コル経由の北壁ルートが登頂に最適であることが判明したのはこのときであった。
一行は6月25日にロンブク氷河にキャンプを設けて、登頂ルートの選定にあたった。このパーティーはおそらくローツェ・フェイスの下に連なるウェスタン・クウム（Western Cwm ）を眺めた初めての西洋人となり、また同様にロンブク氷河から北壁へのルートを見出した最初の西洋人だったと考えられる。山を南側に回った一行は、東ロンブク氷河のルートを見出した、これは今でもチベット側から登頂するほとんど全ての登山者に利用されている最速ルートである。マロリーはついにノース・コルの鞍部へ上がることに成功し、これによってマロリーはエベレストの山そのものに足を踏み入れた最初の人間になっただけでなく、難関セカンドステップを越えて北東稜から山頂に至るコースを見出すことになった。9月25日、全員がカールタの基地に戻り、第1次遠征は終了した。

### 第2次遠征隊（1922年）
1922年、第2次遠征隊の一員としてマロリーは再びヒマラヤに戻ってきた。第2次遠征隊では、実際に山を歩けるメンバーが少なかった第1次遠征隊の反省から人選が進められた。隊長には、かねてより宿願であったチャールズ・グランヴィル・ブルース准将がつき、エドワード・リーズル・ストラット（Edward Lisle Strutt ）大佐を副隊長に迎え、前回参加できなかったジョージ・フィンチ、ハワード・サマヴィル（Howard Somervell ） 博士や登山家エドワード・ノートン（Edward Norton ）、地理に詳しい医師のトム・ロングスタッフ（Tom George Longstaff ）、 同じく医師のアーサー・ウェイクフィールド（Arthur Wakefield）博士、ブルース准将の甥でやはりグルカ連隊所属のジェフリー・ブルース（Geoffrey Bruce ）大尉と同僚のジョン・モリス（John Morris ）大尉、さらに前回のメンバーであるヘンリー・モーズヘッド（Henry T. Morshead ）、遠征隊の模様を映写機で撮影することになるジョン・ノエル（John Baptist Lucius Noel ）大尉らが選ばれた。
第2次遠征隊は、3度の頂上アタックを行った。標高7,620mの地点に設けられた第5キャンプから第1次アタックチームを率いたマロリーは、酸素ボンベなどは信頼性が低いと考えてこれを用いず、サマヴィルやノートンらと無酸素で北東稜の稜線に達した。薄い空気に苦しみながら、一同は標高8,225mという当時の人類の最高到達高度の記録を打ちたてたが、天候が変化し、時間が遅くなっていたため、それ以上の登攀ができなかった。
次にジョージ・フィンチとウェイクフィールド、ジェフリー・ブルースからなる第2次アタックチームは、酸素ボンベを担いで5月27日標高8,321mの高さまで驚異的なスピードで到達することに成功した。ブルースの持っていた酸素器具の不調で第2次チームが戻ってくると、マロリーはフィンチ、サマヴィルと第3次アタックチームを編成して山頂を目指そうとした。しかしマロリーらがシェルパとともにノース・コルを目指して斜面を歩いている時に雪崩が発生して7名のシェルパが命を落としたため計画は破棄され、一行はベースキャンプに戻った。マロリーは帰国後、第2次遠征隊で犠牲者が出たことを批判されることになるが、山頂まであと一息だったという思いは他の隊員と変わらなかった。

### 第3次遠征隊（1924年）
1923年、アメリカ合衆国での講演活動を行ったマロリーは、1924年の第3次遠征隊にも参加を要請された。1922年同様隊長はブルース将軍が務め、副隊長にはノートン大佐が選ばれた。58歳のブルースにとって年齢的にこの山行が最後のチャンスだろうと思われていた。隊員として経験者のジェフリー・ブルース、ハワード・サマヴィルが選ばれ、さらにベントリー・ビーサム（Bentley Beetham ）、E・O・シェビア（E. O. Shebbeare ） 地質学者でもあったノエル・オデール、マロリーと最期を共にする事となるアンドリュー・アーヴィンらが選ばれた。
一行は2月28日にリヴァプールを出航、3月にダージリンへ到着し、3月の終わりにダージリンから陸路エベレストを目指したが、道中でマラリアのためブルースが離脱、ノートンが隊長になった。4月28日、遠征隊はロンブクに到着してベースキャンプを設営し、そこから順にキャンプをあげていった。彼らは標高7,000m付近に第4キャンプを設けて頂上アタックの拠点とし、そこから頂上までの間に2つのキャンプを設けることにした。マロリーはジェフリー・ブルースおよびノートン、サマヴィルらと山頂を目指したが失敗し、6月6日、22歳の若いアーヴィン1人を連れて第4キャンプを出発、再びノース・コル経由で山頂を目指した。今回のマロリーは、1922年のフィンチ隊の健闘を見て酸素器具に対する認識を改めて、自らも積極的に使うことにしていた。オデールは2人をサポートすべく単身標高7,710mの第5キャンプにあがり、6月8日の朝8時過ぎに標高8,230mの第6キャンプを目指して登り始めた。
その途中、標高8,077m付近でオデールはふと顔を上げ、雲が晴れ上がって頂上が青い空の中に現れるのを見た、そこで目にしたものを彼は生涯忘れることがなかった。
12時50分頃だった。私が初めてエベレストで化石を見付けて大喜びしていたまさにその瞬間、空が突然晴れ上がり、エベレストの山頂が姿を現した。私は山壁に1つの小さな点を見出した。それは大きな岩塊の下、雪の上に浮き出た小さな点だった。やがて雪上にもう1つの小さな点が現れ、最初の点に追い付こうと動いていた。第1の点が岩の上にとりつくと第2の点も続いた。そこで再び雲が山を覆い、何も見えなくなった。
この時オデールは2人がセカンドステップにたどり着くところを見たと語った。オデールの証言以外にこれを証明するものはなく、彼らがセカンドステップにたどり着いたのかどうかわからない（ファーストステップ周辺には空の酸素ボンベや1933年に見付かったアーヴィンのアイス・アックスがあった）が、逆に言えばたどり着かなかったという証拠もない。その後、2人の姿は山中に消えた。
オデールが午後2時に第6キャンプへ到着した頃、風雪が強かった。しばらくして戻ってくる2人が吹雪でキャンプを見付けられないといけないと考えたオデールは、テントを出て口笛を吹いたりヨーデル風の歌を歌ったりしていたが、人の気配はなかった。下山する2人のための用意を終えたオデールは、4時半に第6キャンプを後にした。下りながらオデールはたびたび山頂方向を眺めたが、下山する2人の姿はついに見ることができなかった。オデールは第4キャンプまで下りて1泊し、翌6月9日に再び第5キャンプから第6キャンプへ向かったが、人が入った形跡はなかった。モンスーンの接近のため、遠征隊は2人をあきらめて山を下りることになった。
国民的ヒーローとなっていたマロリー遭難のニュースは、イギリス中に大きな衝撃を与えた。10月17日に行われたマロリーとアーヴィンの追悼式は、国葬のような規模でセント・ポール大聖堂において行われ、参列者の中には当時のラムゼイ・マクドナルド首相や、国王ジョージ5世をはじめロイヤル・ファミリーの姿もあった。

### 遺体の発見
2人の失踪後、いくつかの遠征隊が遺体を捜し、それによって彼らが山頂にたどり着いたのかどうかの決め手を得ようとした。イギリスも1933年から1939年にかけてさらに4度の遠征隊を派遣しているが、1933年の第4次遠征隊は標高8,460m地点でアーヴィンのものと思われるアイス・アックスを発見している。第二次世界大戦後、多くの国々がエベレスト初登頂の名誉をかけて争ったが、1953年5月29日、イギリス隊のメンバーでニュージーランド出身のエドモンド・ヒラリーがシェルパのテンジン・ノルゲイとともに初登頂を果たし、マロリー以来の悲願が達成された。
マロリーに関する手掛かりは意外なところから得られた。1979年、日本偵察隊メンバーだった長谷川良典が協力していた中国人クライマーの王洪宝（Wang Hung-bao ）から1975年に標高8,100m付近でイギリス人の遺体を見たという証言を得た。1999年に入って英国放送協会とアメリカのテレビ局WGBH製作のドキュメンタリーシリーズ「NOVA」が共同で企画したマロリー捜索隊が組織され、エリック・サイモンスン（Eric Simonson ）をリーダーに、山岳史家でマロリーに詳しいヨッヘン・ヘムレブ（Jochen Hemmleb ）らをメンバーに加えてエベレストに向かった。一行の1人コンラッド・アンカーは5月1日に、頂上付近の北壁でうつ伏せになった古い遺体を発見、状況的に滑落して死んだものと推定した。一行は初め、漠然とアーヴィンの遺体ではないかと考えたが、所持品からマロリーの遺体であることがわかり仰天した。ヘムレブは遺品にカメラ（ヴェスト・ポケット・コダックのモデルB）があればマロリーが登頂したか否かという歴史的疑問が解かれると考えたが、なぜかカメラはみつからなかった。一行はマロリーの遺体を囲んで聖公会式の葬儀を行い、露出していた遺体に土をかけた。

## マロリーは登頂したのか
マロリーとアーヴィンが世界初のエベレスト登頂に成功したか否かは、いまだに判っていない。

### 遺体から判明した事
1999年に発見されたマロリーの遺体には、腰の周りにザイルが巻かれており、擦過傷ができていた。これは彼が滑落したとき、アーヴィンとザイルで結ばれていたことを示している。1933年にアーヴィンのものとされるアイス・アックスが発見された地点は、遺体発見場所より上方だが、そこから滑落したとは限らない。しかし、マロリーの遺体が大きく損傷していなかったことから、それほど長い距離を滑落してはいないと考えられている。
登頂に成功したとする説では、以下の2点を論拠とするものがある。
- マロリーの娘クレア・ミリカンによれば、彼は頂上に記念として置いてくるため、妻の写真を持って行ったというが、遺体からはメモだけで写真は発見されなかった。遺体が寒冷な気候下で驚くほど良く保存されていたことを考えれば、写真だけがポケットの中で風化・消滅したとは考えにくいので、この事実はマロリー登頂の積極的な証左だとする。だが、同時に山頂でマロリーの所持品などが発見されたという報告もない。

- サングラスは、ポケットにしまわれた状態で発見された。このことは2人が日没後に山を降りていたということを意味する。マロリーの最後のアタックに先立って隊員のノートンが雪に目をやられて苦しんでいたのを見て、マロリーは日中常にサングラスをかけるようにしていた。マロリーたちの出発時刻および移動速度を考えると、彼らが登頂を成して下山中に日が沈み、滑落したというもの。ただし、着けていたサングラスは滑落中に取れ、マロリーのポケットに入っていたのは予備のサングラスであったとも考えられる。

### 酸素補給の問題
2001年に発見された第6キャンプの位置から、2人がそこから頂上に到達するのに11時間を要したと推測されている。当時2人は2本ずつ酸素ボンベを担いでいたが、これは普通に使えば8時間分であり、おそらく頂上にたどり着く前に酸素がなくなったと考えられる（もちろん持たせるために少しずつ使う、あるいは使わずにいくことも不可能ではない）。しかし、酸素ボンベのうち1本は、ファーストステップの手前で発見されている。これをもとに彼らの移動スピードを推測すると、彼らがセカンドステップに到着したときの酸素残量はよくて1時間半と見積もられており、セカンドステップから山頂まで少なくとも3時間かかるとすれば、酸素を切らさずに登頂するのは難しかったとみられる。
現代の登山家では無酸素登頂に成功している者もいるが、彼らは充分に高地順応トレーニングを積み、酸素をしっかりと吸い込んで、最新の超軽量防寒着を着込んだ上、訓練されたシェルパの助けによって登頂している。マロリーがもし登頂できるとすれば、アーヴィンをファーストステップで待機させた場合のみだが、そうするとマロリーの腰についたザイルの傷が説明できなくなる。2人がセカンドステップを諦め、北壁ルートをたどろうとしたのではないかとする説もあるが、傍証はない。

### セカンドステップの問題
北壁から登っていくコースには、「セカンドステップ」と呼ばれる難所がある。山頂から250mほど手前に高さが30mほどで上部はほぼ垂直な岩壁になっている石灰岩の岩場である。1960年に中国隊が初めてここを乗り越え、1975年に同隊の手でアルミはしごが設置されている。ラインホルト・メスナーに代表される現代の名登山家たちの多くは、セカンドステップの困難さを理由にマロリーらの登頂を否定している。スペインのオスカル・カディアフ（Oscar Cadiach）は1985年に素手でのセカンドステップ登攀に成功しているが、彼の見積もりではセカンドステップの難易度は（マロリーの技術なら登れる）5.7から5.8であった。ただ、カディアフが登ったとき、セカンドステップは雪に覆われており、雪のなかったマロリー登山時より容易になっていた。オーストリアのテオ・フリッシュ（Theo Fritsche）は、2001年にマロリー同様の条件でモンスーン到来前の状態でザイルなしでの登攀に挑み、5.7～5.8という難易度であると評価している。フリッシュはマロリーのように軽装で酸素も用いない状態で成功し、条件がよければマロリーでもセカンドステップは超えられただろうと語っている。
2007年6月、コンラッド・アンカーとレオ・フールディング（Leo Houlding）が中国隊のアルミはしごを取り外した状態でのセカンドステップ超えに挑み、成功した。フールディングは難易度を5.9と評価。この登頂は、1924年の遠征隊の状況をできる限り忠実に再現するために行われた。しかしアンカーは、その8年前に行われた最初の挑戦では失敗しており、「自分は5.12クラスをこなす自信があるが、この難易度は5.9クラスの技術では厳しいだろう」と語った。その時アンカーは中国隊の残したはしごを足場の1つとして利用していた。2007年の登山後、アンカーは意見を変えて「おそらくマロリーにも登れたに違いない」と述べた。2人がセカンドステップを超えたかどうかは、いまだに世界の登山者の間では意見が分かれている。
マロリーはスイス・アルプスにあるネストホルン（Nesthorn、標高3,824m）で同じような状況にあったが、これを克服している。仲間たちは彼の高い技術に裏打ちされた積極性と楽観さを疑うことはなかった。
登山技術ということなら、マロリーは北ウェールズでHVS（Hard Very Severe 、難易度5.8-5.9）級の山々に登って技術を磨いている。たとえばスノウドン山系のリウェッド（Y Lliwedd ）の山々などがそうだが、そのような山に基本装備で登るのに慣れた登山者は重装備である方が逆に登りにくいのではないか、という意見もある。
ノエル・オデールは彼らがセカンドステップにとりつくのを見たと語った。これに対してはまずイギリスの登山家たちの間から疑義が出たため、オデールは後に「ファーストステップだったかもしれない」と見解を変えている。しかし人生の終わりに再び意見を戻し「やはりセカンドステップだった」と主張していた。もし彼の目撃したことが本当だとすれば、彼の証言する地形はファーストステップではありえない。
別の説もある。オデールがステップを登っていく人を見たとき、彼はごく自然に彼らが登っていくところだと考えた。そのことからオデールの見たのが登頂ルートではないファーストステップだということはあり得ないという結論が導かれた。セカンドステップなら予定よりもだいぶ遅いが、その理由は信頼性の低かった酸素器具に問題が生じたためと説明されてきた。しかし、それにしても時間的に遅すぎる。もしオデールが見たとき、2人が「下っている」ところだったとすれば、時間の辻褄は合う。オデールが見た時、2人は下山中にファーストステップをよじ登ってそこから眺め、セカンドステップを経由してノース・コルへ出るルートを見付けようとしていたのではないかという説である（1981年のフランス隊は登頂を断念して、全く同じ行動を取った）。
1999年の調査隊は2001年にさらなる証拠を求めて山に戻ってきた。彼らはマロリーとアーヴィンのキャンプを発見したが、アーヴィンの遺体とカメラを発見することができなかった。2004年には別個の調査隊がカメラを探したが、見付からなかった。

### アーヴィンの遺体の問題
1979年に中国の王洪宝が「1975年の登山時に8,100m地点で西洋人の遺体を発見した」と語った。詳細を語る前に王は雪崩に遭い死んでしまったが、1986年トム・ホルツェルが別の中国人から正確な場所を聞き出した。位置的にマロリーかアーヴィンだと思われるが、王が「頬に穴があいていた」と証言しており、マロリーの遺体の状況とは一致しない。2001年の調査隊は王が1975年に宿営した地点を特定し、周辺を調査したが、何も見つからなかった。王が見たのは実はアーヴィンの遺体だったのではないかという説もある。
ヘムレブの著作「Detectives on Everest」（未訳）によれば、別の中国人クライマー許競は1960年にアーヴィンの遺体を見たと語っているが、場所に関してははっきりしない。あるときは第6キャンプと第7キャンプの間（標高8,300m地点）といい、あるときは北東稜のファーストステップとセカンドステップの間（標高8,500m地点）といっている。しかし1933年にアイス・アックスが発見されたあと、アーヴィンに関しては一切の手掛かりが見付かっていない。許によれば遺体は仰向けになっていたというが、そこから考えられるのは負傷し、手当てをしていて亡くなったか、あるいは休息していて亡くなったということである。
トム・ホルツェルは2009年、エベレスト航空写真解析の結果、アーヴィンの遺体である可能性のある6ft前後の物体を発見したとし、調査隊を組織しようとしている。なお、ホルツェル自身はマロリーとアーヴィンがセカンドステップをあきらめ、下山中ファーストステップから得られる眺望からルートを見つけようとして、ファーストステップに上ったところをオデールに目撃されたという説を取っている。その後彼らは吹雪に遭遇し滑落した。最初の滑落では生存したが、その後下山中に死亡したとしている。
2024年9月、ナショナル・ジオグラフィックのドキュメンタリー撮影チームが、遺品および遺体の一部らしきものを発見したとの報道があった。靴下の名札にはA・C・アーヴィンとあり、靴の中に残されていた足の一部からDNA鑑定を行なうという。

### マロリーの仲間たちの証言
- ハリー・ティンダル（Harry Tyndale 、マロリーの山仲間）：「ジョージの登り方は体力で攻めるというより、柔軟にバランスよく、どんな困難な場所もリズミカルにテンポ良く乗り切ってしまうという感じで、蛇のように滑らかだった。」

- トム・ロングスタッフ（1922年隊のメンバー）：（友人への手紙で）「登山家である以上登っていくことは運命みたいなものだ。2人が下りのことを考えたとは想像しにくい。私は彼らがやりきったと信じている。快晴だったというから、きっと2人はオデールの視界から消えた後、世界の半分ともいわれる絶景を眺めたのだろう。それが2人にふさわしい場所だと思う。2人は今や永遠の世界に生き、我々と共にいる。」

- ジェフリー・ウィンスロップ・ヤング（Geoffrey Winthrop Young 、1920年代を代表する登山家の1人で、マロリーを尊敬してやまなかった）：「マロリーの登山技術は理論とかじゃなくて彼自身が創りあげたものだった。どんな斜面に対しても片足をまず高い位置にもって行き、肩を膝に近付けて折り、体を起こしながら美しい曲線運動を描いて立ち上がる。彼と岩の間でどんなことが起こったのか見ることができないほどだ。見ていても結果しか見えない。スピーディーでパワフルな一連の動きでどんな岩でも乗り越えていく、岩としては乗り越えられるか、崩れてしまうほかないだろう。」ヤングはオデールが「マロリーたちがセカンドステップを超えていた」と主張したときもこれを信じ、「彼らなら頂上までも行っただろう」と語った。

### 結論
マロリーとアーヴィンがどこまで行ったかという議論はなかなか結論が出ない。ほとんどの説で一致しているのは、2人が2本の酸素ボンベを持っていたということ、オデールが見たようにファーストステップあるいはセカンドステップへたどりついたということである。可能性としては2つ、マロリーがアーヴィンの分の酸素も持って頂上に向かったか、あるいは2人で行ける場所まで行ったか（その場合、登頂前に酸素は切れる、そのことも覚悟の上だったかもしれない）ということである。どちらにせよマロリーは下山中に滑落して死んだ。オデールがテントに避難した吹雪の中だったかもしれない。アーヴィンはマロリーとともに滑落したか、あるいは1人で稜線上に残って極度の疲労、低体温によって命を落としたかのどちらかであろう。2008年2月にはトム・ホルツェルが「オデールは下山中の2人をファーストステップ上で目撃した」という新説を唱えたが、いずれにせよ証拠が乏しく、今後もなかなか結論は出ないだろう。

### 「登頂」とは何か
たとえ1924年にマロリーとアーヴィンが頂上に到達していたという証拠が見付かっても「初登頂」の栄誉はエドモンド・ヒラリーとテンジン・ノルゲイに与えられるべきだという意見もある。なぜなら、「登頂」とは生きて帰ってこそ意味がある行為だと考えられるからだ。マロリーの息子ジョン・マロリーは3歳で父親を失ったが、「僕にとって登頂とは生きて帰って来ることです。もし父さんが帰ってこなければ決してやりとげたとは言えないのです」と、あまりに有名な父を伝説としてしか知らない寂しさを語っている。
ヒラリー卿も同じような意見を持っていて「もし山に登っても、下山中に命を落としたら何もならない。登頂とは登ってまた生きて帰ってくることまでを含むのだ」と語っている。
最後に、イギリス人登山家でヒマラヤに詳しいクリス・ボニントンは「もし彼らがセカンドステップにとりついていたとしたら、彼らは頂上近くまで行っただろう。そこまで行けばクライマーは皆同じ気持ちになる。だから、2人が頂上に行ったとしても何ら不都合は感じない。私としてはむしろ2人が頂上まで行ったと信じたい。これは夢があるし、人々の心を突き動かす考えだと思う。事実はどうあれ、このことは永遠に不可知のままで良いのではないか」と語っている。

## 家族
- マロリーの弟トラフォード・リー・マロリーはイギリス空軍に所属して第二次大戦を戦ったが、兄と同様に山で命を落とした。1944年11月14日、ヨーロッパから新任地の東南アジアに向かうため、トラフォードはアブロ ヨーク輸送機に乗り込んだが、同機がアルプス山中で墜落、搭乗員全員が死亡したためである。
- マロリーの娘クレアは、物理学で有名なロバート・ミリカンの一族と結婚したが、彼女の夫もまた第二次大戦中にオークリッジの近くの山中で事故死した。クレアの子リック・ミリカンは父の悲劇を乗り越えて、1960年代から1970年代にかけて活躍した登山家になった。
- 孫にあたるジョージ・マロリー2世は、アメリカ隊の一員として1995年に北壁からエベレスト頂上に到達した。

## 「そこにエベレストがあるから」
マロリーの言葉として広く知られている"Because it's there."は、日本語ではしばしば「そこに山があるから」と翻訳されるが、これは当該部分を象徴的に意訳したことによる結果であり、本来は「そこに（エベレストが）あるから」と訳されるべき言葉である。

### 原典における表現と文脈
この言葉は、1923年3月18日付のニューヨーク・タイムズの記事が初出である。その記事で「なぜあなたはエベレストに登りたかったのですか（Why did you want to climb Mount Everest?）」との質問にマロリーは、"Because it's there."と答えている。
この記事は、本多勝一と沖津文雄（1955年入学、京大探検部OB会会長）によりその全文が日本語訳されている。文脈から、it がエベレストを指すことは明らかであり、「山」全般を指しているわけではない。Steven Boyd Saumも it being Mt. Everestと書き、エベレストと解している。なお、本多勝一は、it's を It's と大文字になっていたと認識しており、＜だからItと大文字で強調されているのだろう。＞と記しているが、原文の写真版の通り（文字が少し擦れているが）、小文字の it's である。

### 意訳の起源
登山家の藤木九三が1954年に出版した著書「エヴェレスト登頂記」において、「名登山家ジョージ・マロリーは、知人から『なぜ命がけでエヴェレストに登るのだ？』と尋ねられた時に、何気ない様子で『山があるからだ』と答えたと伝えられる」という記述があり、これが日本における初出である。
九三の三男で探検家の藤木高嶺（1926-2021、朝日新聞カメラマン）は、2004年3月6日付の朝日新聞で「父は戦前、英国に留学し、欧米の登山界に通じており、昭和29年（1954年）に『エヴェレスト登頂記』という本を書き、その中でマロリーの言葉を『そこに山があるからだ』と訳した。『山』は厳密にはエベレストを指すのですが、まあ意訳ですね」としている。

### 不明だった出所
マロリーが本当にBecause it's there.と発したのかは、1985年時点ではその原典が不明であり、イギリスやアメリカでも分からなかった。デイビッド・ロバートソン（1915-2004、David Allan jr Robertson、マロリーの次女 Beridge Ruth Leigh Mallory(1917-1953) と1940年に結婚している。）によるマロリーの伝記の訳本に解説文を寄せた吉沢一郎は、「マロリーが本当にこの言葉を口にしたのかどうかは定かでない。ロバートソンもそのことは明記していない」としている。
ジャーナリストの島田巽も、1981年の著書「遙かなりエヴェレスト-マロリー追想」において「例のマロリーの言葉だと一般に思い込まれている「そこに山があるから」という答えも、「なぜ山に登るのか」と繰り返し問われたマロリーの即妙の答えであったろうと、よく言われる。そればかりでなく、この言葉にいろいろと味付けをしてもっともらしく説明する向きも少なくない。しかし本当にマロリーはこの言葉を口にしたのかどうか。パイ（en:David Randall Pye 1886-1960）の著書もロバートソンの著書も、この点について明記してはいない。ロバートソンは、それに近いような表現を、マロリーの講演原稿のなかに探しもとめているが、Because it is there という端的な言葉は見あたらない」と記している。

### 原典の明示と誤訳の指摘
1999年、朝日新聞の天声人語が "Because it's there." の原典が1923年3月18日付のニューヨーク・タイムズ紙であることを記事にし、その中で「そして『なぜ、あなたはエベレストに登りたかったのか』という質問に答える。『そこにエベレストがあるからだ』」と記している。この天声人語の執筆者は栗田亘（1940-、当時、論説委員）である。
本多勝一は、2005年に「「そこに山があるから」登るという世紀の大誤訳」という表題で、「そこに山があるから」が日本における世紀の大誤訳のひとつであろう、と記している。なお、本多は原典およびマロリーの発話の文脈が不明であった1955年に、「マロリーが答えたのは、『エベレストに登る理由』であって、単に『山に登る』という一般的行為に対する回答ではない。」との論文を書いている。
山口智司は、「名言の正体」において「歴史に残る名言が誤訳によって生まれることもある。マロリーのこの言葉は、その最たる事例と言えるだろう」、「前後関係からitはエベレストを指すのは明確だ。「そこに山があるから」なら（中略）エベレストを登る意味を尋ねた婦人の質問への回答としても、的外れだ」としている。
なお、ホルツェルとサルケルドによる『エヴェレスト初登頂の謎』を翻訳した田中昌太郎は、"Because it’s there" を、「それがそこにあるから」と代名詞のまま訳している。この本の翻訳・出版は1988年7月であり、その時点では、この言葉がどのような文脈で発せられたかを田中は知らなかった。
マロリーは、原典となった記事とほぼ同時期にハーバード大学で講演しているが、その中で「エベレストに登る目的は？」と自問して、「山頂の一個の石を欲しがる地質学者を満足させ、人間がどの高さで生きられなくなるかを生理学者に示す以外、何の役にも立たない」と述べている。
なお、マロリーとともにエベレストを歩き、彼をよく知るハワード・サマーヴィルは1964年に、アルパイン・クラブへの告別の辞の中で、この言葉について「いつもわたしの背筋に冷たいものを走らせた。それは少しもジョージ・マロリーらしい匂いがしないのだ」と書いた。ホルツェル（Tom Holzel ）は、しかし、「もし彼自身がそれを口にしなかったとしても、この言い回しは、彼という人間とエヴェレストを征服せんとの彼の情熱的な追求を完璧に要約している。「それがそこにあるから」はマロリーの墓碑銘として永遠に残るだろう」と書いている。